# 로탁세인

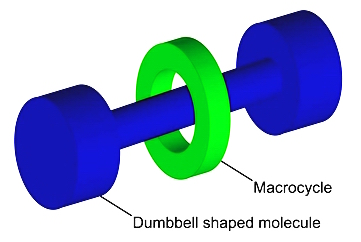
로탁세인의 구조

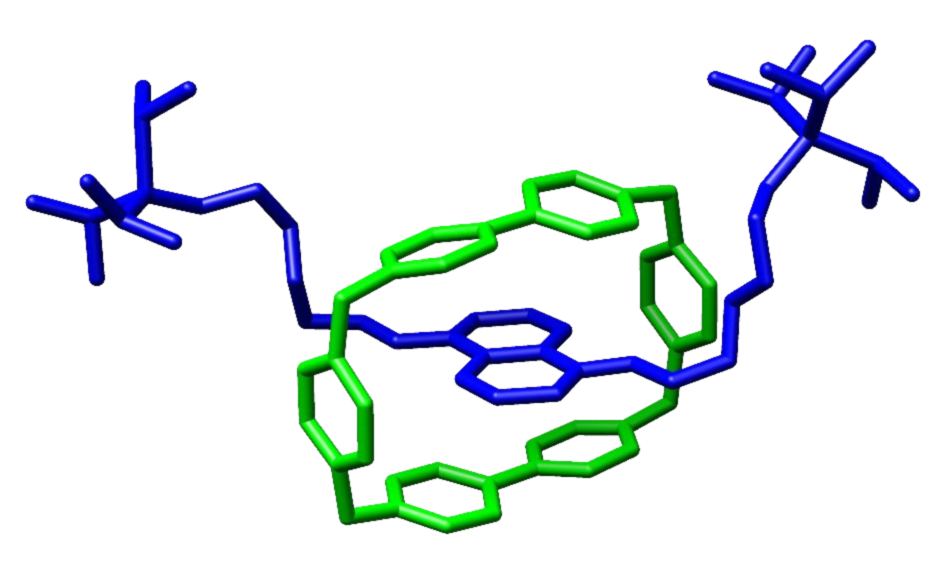
사이클로비스(파라콰트-p-페닐렌)(en) 거대고리를 가진 로탁세인

로탁세인(rotaxane)은 아령 모양의 분자와 거대고리(macrocycle)이 맞물린 기계적으로 맞물린 분자 구조(mechanically interlocked molecular architecture)이다.

## 같이 보기
- 카테네인
- 분자 보로메오 고리